# Nicolas Boileau-Despréaux
Nicolas Boileau-Despréaux, francoski pesnik in kritik, * 1. november 1636, Pariz, † 13. marec 1711.